# Media Vida (cómic)
Hay dos personajes ficticios en el universo Marvel que son nombrados Media Vida con dos orígenes distintos. Se detallan a continuación por separado.

## Historia de publicación
La primera Media Vida es un supervillano de Marvel Comics.  Ella apareció por primera vez en West Coast Avengers vol. 2 #12 (Sep. 1986).
El segundo personaje en el universo Marvel en llevar el nombre Media Vida era un desalmado irradiado con rayos gamma y enemigo de Hulk. Apareció por primera vez en The Incredible Hulk vol. 1 #334. Él era un lacayo del Líder. Su verdadero nombre era Tony Masterson.

## Biografía del personaje ficticio

### Media Vida (alienígena)
Media Vida es una humanoide extraterrestre aspirante a conquistadora con la habilidad de envejecer cualquier ser vivo a través del contacto físico. Ella tiene la piel verde con pelo negro y las sienes grises. Media Vida aniquiló a toda la población de su mundo natal, y fue convocada al planeta Tierra por el maníaco Gravitón para asistirle en la conquista de la Tierra.
En la historia de su primera aparición, fue parte de un equipo formado por Gravitón para parecerse a la Teoría del Campo Unificado.  Media Vida representaba la interacción débil, Quantum representaba la interacción fuerte, mientras Zzzax representaba el electromagnetismo. Gravitón representaba la gravedad. Este equipo atacó a los Vengadores de la Costa Oeste. La alianza fue derrotada cuando la Vengadora Tigra, disfrazada, convenció a Media Vida de que Quantum estaba a punto de matarla. Media Vida luchó con Quantum y Gravitón, y quedó inconsciente. En la lucha resultante, Media Vida fue impulsada al espacio a bordo de la fortaleza flotante de Gravitón que los villanos estaban utilizando, que destruyeron la fortaleza.
Media Vida fue capturada más tarde por Quasar cuando se dirigía a encontrarse con el Capitán Atlas y la Doctora Minerva, y fue encerrada en la Bóveda (un centro penitenciario para supervillanos).

### Media Vida (Tony Masterson)
Tony Masterson era un maestro normal de literatura, que fue expuesto accidentalmente a la radiación gamma durante las pruebas de bombas gamma del gobierno de los EE. UU. La radiación pareció matar a Tony, pero él se levantaba cada noche con hambre de energía que podía drenar de cuerpos vivos.
Una mujer está caminando por la calle sola cuando Media Vida sale y empieza a hablar con ella como si fuera su esposa. Él la agarra y drena toda su energía vital hasta que la mata. Él dice entonces que no es Barbara y se dirige a buscar a otra persona para drenar y matar. En la base oculta del Líder, él recuerda una conversación que tuvo con Media Vida hace unas horas. Media Vida le ofrece ayudar a robar bombas gamma para el Líder, pero el último trae la primera misión de Media Vida, donde fue derrotado por el Hulk Gris. El Líder le dice a Media Vida que si puede matar a Hulk, puede ayudar a robar las bombas. El Líder le pone una cámara al frente del traje de Media Vida para que pueda observar lo que sucede. Media Vida comienza a atacar a otra mujer, pero el grito alerta al Hulk Gris que empieza a sentirse débil cuando se acerca. Media Vida salta sobre Hulk y lo aprieta con fuerza y le dice que está protegido por la armadura de titanio, la cual Hulk está demasiado débil como para dañar. Media Vida continúa debilitando a Hulk hasta que Rick Jones se acerca por detrás y le pega a Media Vida en la cabeza con una pala, permitiéndole a Hulk quitárselo de encima. Débil, asustado y vulnerable, Hulk está a punto de huir cuando una de las personas que vive en la ciudad le pregunta a Hulk si tiene miedo. Esto enfurece a Hulk un poco y retoma la lucha con Media Vida. Hulk coge un poste de teléfono y comienza a golpear a Media Vida, pero Media Vida ya ha drenado energía suficiente para hacerse fuerte. Él salta hacia Hulk, pero Hulk salta en el aire primero y desciende aterrizando justo encima de Media Vida. Media Vida procede a usar de nuevo sus poderes y empieza a absorber más energía de Hulk. Hulk empieza a marchitarse como Media Vida sigue absorbiendo más energía. Media Vida ha robado la mayoría de la energía de Hulk y afirma que podrá volver a enseñar, a volver con su esposa y a tener una vida normal. Hulk le dice a Media Vida que la gente estará aterrorizada de él y que con el tiempo la energía que le robó desaparecerá y volverá a ser lo que era antes, o incluso peor. Hulk le recuerda que así es como él se permite vivir. Media Vida no puede pensar en vivir de esa manera por lo que sólo libera toda la energía que acaba de robar y aparentemente se suicida.

## Poderes y habilidades

### Poderes y habilidades
La primera Media Vida es una extraterrestre con la habilidad de envejecer cualquier ser vivo, a través del tacto, a medio camino hasta el punto de que él o ella eventualmente muera de vejez, a través de su ciclo de vida completo (uno podría suponer lo que "queda" de su vida útil, de esa forma robando la mitad de su vida). Múltiples contactos con Media Vida resultaron en la muerte de la víctima. Sin embargo, el efecto de envejecimiento que tiene no es inmediatamente permanente y si ella pierde la conciencia lo suficientemente rápido (en pocos minutos) sus víctimas vuelven a sus edades normales. Media Vida también tiene la habilidad de manipular la "fuerza débil" para desintegrar el material inorgánico, incluyendo construcciones de materia/energía. Ella tiene la habilidad de generar radiación intensa no especificada, produciendo calor suficiente para fundir el acero. Media Vida posee invulnerabilidad a los efectos de sus propios poderes, así como al calor intenso y la radiación atómica. Su traje está hecho de materiales alienígenas que son a prueba de los efectos de su poder.
El segundo Media Vida es una criatura vampírica que drena la energía vital de los seres vivos con el fin de sostenerse. Él es capaz de hacer muy débiles incluso a seres muy poderosos como Hulk. En su estado natural, parecía un zombi, pero cuando absorbe una vida aparece temporalmente joven y apuesto.

## En otros medios

### Videojuegos
- El segundo Media Vida también apareció en el videojuego Hulk con la voz de Lee Tockar. Esta encarnación era el jefe del primer nivel, y se veía diferente de su encarnación del cómic: pareciendo más una criatura calva y vampírica en vez del zombi de piel verde de los cómics. Media Vida aparece en dos zonas diferentes.